# 天才保姆
《天才保姆》（英語：The Nanny）是一部美國CBS播放的電視情景喜劇。1993年11月3日始播，1999年結束，共六季。背景設在紐約曼哈頓，講述一位猶太保姆在一戶英國貴族家庭工作、生活的搞笑故事。

## 概述
此劇曾經在臺灣、大陸和香港播放過。此劇主角是猶太人，是以圍繞著女性人物為中心的情景喜劇。女主角保姆由法蘭·卓雪（Fran Drescher）扮演，劇集中保姆很多親戚的名字就是借鑑卓雪的真實親友而來。此劇的執行製作人是法蘭·卓雪本人和她當時的丈夫，彼得·馬克·雅格森（Peter Marc Jacobson）。

## 主要演員
| 演員                                 | 角色                                                 | 備註                 |
| ------------------------------------ | ---------------------------------------------------- | -------------------- |
| 法蘭·卓雪 Fran Drescher              | 法蘭· Fran Fine                                      | 保姆                 |
| 查爾斯·沙恩納希 Charles Shaughnessy  | 麥斯維爾·謝菲爾德 Maxwell Sheffield                  | 男主人，百老匯製作人 |
| 丹尼爾·戴維斯 Daniel Davis           | 奈爾斯 Niles                                         | 管家                 |
| 蘿倫·雷恩 Lauren Lane                | 茜·茜·巴布考克 “C. C.” Babcock                       | 男主人工作搭檔       |
| 妮可兒·湯姆 Nicholle Tom             | 瑪格麗特·謝菲爾德 “瑪姬” Margaret “Maggie” Sheffield | 大女兒               |
| 班傑明·索爾玆布利 Benjamin Salisbury | 布萊頓·謝菲爾德 Brighton Sheffield                   | 兒子                 |
| 瑪德琳·玆馬 Madeline Zima            | 葛蕾絲·謝菲爾德 Grace “Gracie”Sheffield              | 小女兒               |
| 瑞秋·沙果爾 Rachel Chagall           | 瓦萊麗·“薇兒”·托瑞埃羅 Valerie “Val”Toriello         | 法蘭好友             |
| 芮妮·泰勒 Renee Taylor               | 西維亞·羅森堡·范恩 Sylvia Rosenburg Fine                 | 法蘭老媽             |
| 安·摩根·吉爾伯特 Ann Morgan Guilbert | 葉塔·羅森堡 Yetta Rosenburg                          | 法蘭外婆             |

## 故事梗概
猶太姑娘弗蘭·范原本住在紐約皇后區，故事開頭被意大利男友兼老闆甩掉，被迫到曼哈頓上東區一戶富裕人家推銷化妝品。戶主是百老匯製作人麥克斯韋爾·謝菲爾德，英格蘭貴族血統，鰥夫，膝下三個孩子。麥克斯誤以為她來應徵保姆工作，陰差陽錯就開始了弗蘭在謝菲爾德家的搞笑生活。
弗蘭的最大特點是鼻音極重（女主演本人就是這樣），而且經常用怪聲大喊大叫，很多觀衆可能無法忍受。她平時衣著極為俗艷，髮型膨大，誇張怪異的舉止言行和拘謹嚴肅的謝菲爾德一家格格不入，教育孩子的方法也十分古怪，上流社會和平民階層、英裔美国人文化和猶太文化之間的撞擊使笑話層出不窮。三個孩子中大女兒沒有自信；兒子調皮搗蛋；小女兒心態早熟，看心理醫生是家常便飯，滿嘴都是心理學術語。保姆誠實善良、當機立斷、親情至上的性格慢慢為家庭中帶來了歡樂，讓一家人心態更加健康，她也完全融入了家中生活。
管家奈爾斯機敏幽默，監視偷聽家裏發生的各種搞笑事情，運用自己的諷刺智慧和形象的語言一次次幫助大家解決問題。他很快意識到弗蘭能夠為家裏帶來溫暖，總是站在她一邊，同時還以捉弄嘲諷男主人的工作搭檔茜茜為生活樂趣。茜茜是個惡毒冷淡沒人愛（連她自己的狗都不喜歡她）的女強人，一直對麥克斯有企圖，視弗蘭為死敵，但還要一天到晚應對管家的各種捉弄和欺負。
從一開始男女主角兩人就互有好感，但兩人都過於害羞始終沒有挑明。編劇也一直用這個綫索來製造各種笑話。第五季結尾兩人終於成婚，第六季生下一對雙胞胎。最讓觀衆吃驚的是茜茜和管家多年互相捉弄攻擊後，最終也走到了一起。
弗蘭的猶太老媽無時無刻不來看她，經常從孩子們的盤子裏偷食物（因為“小孩子吃不下這麽大的東西”），總是嘮叨催女兒早點結婚。弗蘭的犹太外婆則是個老煙槍，和弗蘭老媽一樣興趣就是把弗蘭和男主人撮合到一起。

## 其他
此劇一來人氣很旺，二來猶太人是主角，好萊塢和百老汇猶太人勢力龐大，很多大明星都前來加盟客串過，最著名的包括席琳·狄翁、艾爾頓·約翰、休·格蘭特、伊麗莎白·泰勒等等。當時美國總統比爾·克林頓的弟弟羅傑·克林頓也在劇中出現過好幾次。2017年就任美國總統的富商唐納·川普也在1996年其中一集客串演出。

## 外部連結
- 官方網站 （页面存档备份，存于）
- 互联网电影数据库（IMDb）上《天才保姆》的资料（英文）
- 緯來電視網官方網站